# Pierrot (chanson)
Pour les articles homonymes, voir Pierrot.
Singles de Aya Kamiki
Communication Break
(2006) Mou Kimi Dake wo Hanashitari wa Shinai
(2006)
Pierrot est le 3e single d'Aya Kamiki et le 2e sorti sous le label GIZA studio le 12 avril 2006 au Japon. Il arrive 9e à l'Oricon. Il se vend à 9 774 exemplaires la première semaine et reste classé 12 semaines pour un total de 38 127 exemplaires vendus.
Pierrot a été utilisé comme thème pour le film Hokuto no Ken - Raō Den - Jun'ai no Shō. Pierrot se trouve sur l'album Secret Code et sur la compilation Aya Kamiki Greatest Best.

## Liste des titres
| 1. | Pierrot (ピエロ)                | Inaba Koshi | Matsumoto Tak | 3:14 |
| 2. | Sakura E (桜絵)                 | Aya Kamiki  | Asai Hiroshi  | 3:47 |
| 3. | Pierrot (Instrumental) (ピエロ) | Inaba Koshi | Matsumoto Tak | 3:11 |

## Interprétations à la télévision
- Music Fighter (21 avril 2006)
- MelodiX! (22 avril 2006)
- Hey! Hey! Hey! (24 avril 2006)
- MTV ADVANCE WARNING (26 avril 2006)
- Music Station (28 avril 2006)
- Music Express (30 avril 2006)
- Pop Jam DX (1er mai 2006)
- Music Edge (29 mai 2006)
- Rina Matsuri 2006 (30 mai 2006)
- Music Edge (20 novembre 2006)
- RINA AIUCHI VALENTINE LIVE 2007 (17 février 2007)